# Sportpark De Toekomst
Sportcomplex De Toekomst is de thuisbasis van Jong Ajax (Keuken Kampioen Divisie), Ajax Vrouwen (Eredivisie vrouwen), en het in de Derde divisie spelende Ajax Zaterdag 1. Het sportpark, eigendom van AFC Ajax, wordt verder gebruikt voor wedstrijden van de Ajax jeugdelftallen en overige zaterdagamateurs. Daarnaast is het de trainingslocatie van deze genoemde elftallen en de hoofdselectie van AFC Ajax.

## Geschiedenis
Nadat in 1991 definitief werd besloten dat Ajax Stadion De Meer in de Watergraafsmeer zou verruilen voor de nieuwe Amsterdam ArenA moest voor de jeugd- en amateurelftallen van de club ook een nieuwe locatie worden gevonden. Het Sportpark Voorland achter het oude stadion was te klein en moest wijken voor de bouw van de woonwijk Park de Meer.
Aanvankelijk wilde Ajax al zijn elftallen onderbrengen op het Amsterdamse Sportpark Strandvliet, aan het Zwartelaantje. Sportvereniging Amstelland die daar was gehuisvest wilde echter niet verhuizen. Daarom verlegde de club haar aandacht naar het iets verder weg gelegen Sportpark De Toekomst in de gemeente Ouder-Amstel. De daar gevestigde sportverenigingen waren wel bereid te verhuizen. In de zomer van 1996 werd het in gebruik genomen.

## Ontwerp
Het ontwerp van het sportpark is van de hand van René van Zuuk Architekten. Het sportcomplex omvat vijf voetbalvelden, twee kunstgrasvelden, een overdekte hoofdtribune met 1250 zitplaatsen, een kleinere tribune met 800 zitplaatsen en een clubgebouw. De kleine tribune is gebouwd omdat Jong Ajax vanaf seizoen 2013-2014 uitkomt in de Jupiler League. 100 plaatsen op deze tribune zijn bestemd voor supporters van de bezoekende club.
De hoofdtribune heeft een gebogen luifel, hangend aan twee scheve pylonen. Voor dit ontwerp ontving Van Zuuk in 1998 de Nationale Staalprijs in de toenmalige categorie "Karakteristieke stalen bouwdelen". Sinds 13 juni 2009 is de hoofdtribune op dit sportcomplex vernoemd naar de op 6 juni 2009 overleden Bobby Haarms, oud-coach en erelid van de club.